# Moses Kipsiro
Moses Kipsiro, född 2 september 1986, är en ugandisk friidrottare (medeldistanslöpare).
Kipsiro tävlar huvudsakligen på 5 000 meter och hans första mästerskap var VM 2005 i Helsingfors där han inte gick vidare från kvalet. Kipsiro blev sjua vid Samväldesspelen 2006. Kipsiro första pallplacering kom vid afrikanska mästerskapen 2006 där han vann 10 000 meter och slutade trea på 5 000 meter. Vid VM 2007 ställde Kipsiro upp på 5 000 meter och slutade där trea.
Han deltog även vid Olympiska sommarspelen 2008 där han slutade på fjärde plats på 5 000 meter.  